# Ruzsa
Ruzsa község Csongrád-Csanád vármegye Mórahalmi járásában.

## Fekvése
A vármegye nyugati széle közelében helyezkedik el, a megyeszékhely Szegedtől mintegy 36 kilométerre nyugatra. A járási székhely Mórahalomtól légvonalban 13 kilométerre északnyugatra fekszik, közúton viszont ez a távolság a kedvezőtlen úthálózati adottságok miatt több mint 20 kilométer.
A szomszédos települések: északkelet felől Üllés, kelet felől Zákányszék, délkelet felől Mórahalom, dél felől Ásotthalom, nyugat felől Öttömös, északnyugat felől pedig Pusztamérges. Közigazgatási területe pontszerűen érintkezik még északon Kiskunmajsa (Gárgyán), nyugaton pedig Balotaszállás határszélével is, utóbbi két település már Bács-Kiskun vármegyéhez tartozik.

### Megközelítése
Legfontosabb közúti elérési útvonala a Domaszéktól myugat felé húzódó 5431-es út, ezen érhető el Szeged térsége felől éppúgy, mint Baja irányából, az 55-ös főút felől, öttömösi letéréssel. Ülléssel az 5433-as út, Pusztamérgessel az 5435-ös út köti össze.

## Története
A terület neve korábban Csorva, illetve Rúzsajárás volt, ami a Rúzsa (Rózsa) családnév és a legelő jelentésű járás szó összetételéből származott (Rúzsa Jakab járása). A mai Rúzsa területén fogták el a híres betyárt, Rózsa Sándort.
A község helyén a 18. század közepétől állattartó szállások, majd tanyák épültek, de határának nagyobb része 1900 után, a Laposjárás, Kisjárás, Kereset puszta bérbeadásakor népesült be. Közigazgatásilag Szegedhez tartozott. Fejlődésében nagy szerepet játszott az 1927-ben megindult Szegedi Kisvasút. 1950-ben vált önálló községgé Csorva néven, majd 1957-ben kapta a Ruzsa nevet. Az 1960-as évekig lakosságának még csaknem egésze tanyán élt. Vasútja 1975-ben szűnt meg.
Ruzsa egyike volt annak az öt magyarországi településnek (Bátyával, Püspökszilággyal, Rákócziújfaluval és Tiszatarjánnal együtt), amelyekben 2020-ban mintaprojekteket indítottak, arra keresve hazánkban alkalmazható módszereket, hogy miként válhatnak ellenállóbbá a kistelepülések az éghajlatváltozással egyre több gondot okozó vízgazdálkodási szélsőségekkel szemben.

## Közélete

### Polgármesterei
- 1990–1994: Papp János (független)[4]
- 1994–1998: Papp János (független)[5]
- 1998–2002: Papp János (független)[6]
- 2002–2006: Papp János (független)[7]
- 2006–2010: Sánta Gizella (független)[8]
- 2010–2014: Sánta Gizella (független)[9]
- 2014–2019: Sánta Gizella (független)[10]
- 2019–2024: Sánta Gizella (független)[11]
- 2024– : Sánta Gizella (független)[1]

## Népesség
| Lakosok száma | 2485 | 2447 | 2401 | 2385 | 2343 | 2299 | 2306 | 2313 | 2336 |
|               | 2013 | 2014 | 2017 | 2018 | 2020 | 2021 | 2022 | 2023 | 2024 |

2001-ben a település lakosságának közel 100%-a magyar nemzetiségűnek vallotta magát.
A 2011-es népszámlálás során a lakosok 92,8%-a magyarnak, 1,3% németnek, 0,8% románnak, 0,2% szerbnek, 0,2% ukránnak mondta magát (6,7% nem nyilatkozott; a kettős identitások miatt a végösszeg nagyobb lehet 100%-nál). A vallási megoszlás a következő volt: római katolikus 71,9%, református 2,2%, evangélikus 0,3%, felekezeten kívüli 8,6% (15,5% nem nyilatkozott).
2022-ben a lakosság 91,6%-a vallotta magát magyarnak, 2,6% németnek,  0,3% cigánynak, 0,3% románnak, 0,3% szerbnek, 1,5% egyéb, nem hazai nemzetiségűnek (6,8% nem nyilatkozott; a kettős identitások miatt a végösszeg nagyobb lehet 100%-nál). Vallásuk szerint 46% volt római katolikus, 1,7% református, 0,3% görög katolikus, 0,1% ortodox, 2,3% egyéb keresztény, 1,6% egyéb katolikus, 9% felekezeten kívüli (38,6% nem válaszolt).

## Nevezetességei
- Határában egy Árpád-kori harangot, egy templom alapjait ásták ki, és egy 12. századi, királyi műhelyből való bronz templomi füstölőt (a szegedi Móra Ferenc Múzeum őrzi).
- Római katolikus templom (Urunk Színeváltozása)

A környék egyik legmodernebb temploma a Takács István építész tervei alapján, a helybéliek kétkezi munkájával 1987-ben felépült templom. A különleges szerkezetű harangtornyot 1991-ben építették hozzá.
A templombelsőben dombormű-sorozat idézi meg a keresztutat, az Urunk színeváltozása jelenetet pedig egy 12 négyzetméteres freskó ábrázolja.
A közösség ajándékba kapta a Szent Korona művészi másolatát, amit minden nagyobb ünnepen bemutatnak a templomban. A templomba 2003-ban a németországi Essenből érkezett egy Mária szobor. A templom első orgonáját, egy Johannus Opus 15 típusú elektromos orgonát 2006 nagyböjtjében áldották meg. A Dél-alföldön Ruzsa csatlakozott elsőként a 2007-es Árpád-házi Szent Erzsébet emlékév tiszteletére meghirdetett közterület elnevezésekhez, így a régió első Szent Erzsébet sétányát Ruzsán adták át 2008 augusztusában.
- Kossuth-emlékmű

A 2002-ben átadott márványlapot Kossuth Lajos születésének 200. évfordulójára állíttatta a településen működő Kossuth Társaság.
- A község 2004-ben az Országos Virágos Magyarországért Környezetszépítő Versenyen első helyezett lett, 2005-ben pedig az Entente Florale, a nemzetközi kertészeti verseny keretében szerzett rangos elismerést.

## Rendezvények a községben
- Ruzsai Falunap és Halászléfőző Verseny (minden év május harmadik szombatja): A nap rendszerint a község utcáin végigvonuló zenekar zenés ébresztőjével kezdődik. Ezt követi az ünnepélyes megnyitó, majd a „Ruzsa Községért” és a „Ruzsa Község Díszpolgára” cím átadására kerül sor. Ezután következik a halászléfőző verseny, de ma már ki-ki kedve szerint készíthet pörköltet, vagy más egyebet is, majd a zsűri kategóriánként értékeli az elkészült ételeket. Bárki nevezhet csapatával, legyen az a község polgára vagy sem, mindössze egy nevezési lapot kell a verseny előtt néhány nappal a megadott határidőig kitölteni, egy fantáziadús csapatnevet kitalálni és a megfelelő helyre eljuttatni. Délután megtörténik az eredményhirdetés, ahol az első három helyezett értékes jutalomban részesül, miközben többféle kulturális program tekinthető meg a színpadon (néptánc, citera együttesek, ugróköteles bemutató, népdalkórus, testvértelepülések csoportjainak fellépése, modern tánc bemutató). A nap hagyományosan valamely neves előadó fellépésével és hajnalig tartó mulatozással zárul.
- Sportnap (minden év szeptember második szombatja): A sportnap célja a megye területén élők részére tömegsport jellegű mozgási, versenyzési lehetőséget biztosítani kispályás labdarúgás, kézilabda, lövészet, asztalitenisz, sakk, tenisz és atlétika sportágakban. A verseny további célja, az egyéni és csapatversenyek mellett a legeredményesebben szereplő község vagy város részére a vándorkupa odaítélése.